# Palazzo Lavaggi Pacelli
Il Palazzo Lavaggi Pacelli è un palazzo neorinascimentale che si trova a Roma, al numero 110 di Corso Vittorio Emanuele II, nel rione Sant'Eustachio. L'edificio ospita l'Hotel Tiziano.

## Storia
Questo palazzo fu costruito nel 1888 da Gaetano Koch per la famiglia Lavaggi, una famiglia di origine siciliana e presente a Roma dalla prima metà del secolo; furono fatti marchesi da Papa Gregorio XVI. La proprietà fu poi ceduta ai Pacelli e successivamente divenne la sede dell'Hotel Tiziano.

## Descrizione
Il prospetto principale si presenta su tre piani oltre al piano terra, nel quale si apre un poderoso portale con pilastri con capitelli dorici e mensole che sostengono il balcone. Ai lati del portale le finestre a mensola sono architravate e si aprono sopra finestrelle del piano interrato. Nel piano nobile le finestre hanno timpani, nel secondo architravi e nel terzo delle semplici cornici. Due grandi stemmi fiancheggiano la porta finestra del balcone del piano nobile: quello di sinistra appartiene alla famiglia Lavaggi e quello di destra, alla famiglia Pacelli. Da segnalare anche il cornicione con ghirlande, nastri e protomi leonine.